# Jutta Ina Masurath

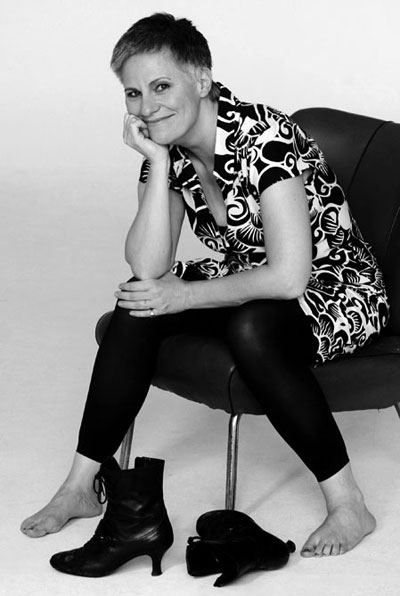
Jutta Ina Masurath

Jutta Ina Masurath (* 5. November 1962 in West-Berlin) ist eine deutsche Schauspielerin und Schauspiellehrerin/Coach. Sie lebt und arbeitet in München.

## Leben
Als Tochter von Brigitte von Tempelhoff und dem Schauspieler Ulf Schumacher wuchs Jutta Ina Masurath bei ihrer Großmutter Gertrud Iffland, einer Verwandten des berühmten Schauspielers August Wilhelm Iffland, auf, dem Darsteller des „Franz“ in Schillers Stück Die Räuber bei der Uraufführung in Mannheim, „Erfinder“ und Spender des Iffland-Ringes.

## Ausbildung
Von 1984 bis 1988 erhielt sie eine Ausbildung zur Schauspielerin an der Otto-Falckenberg-Schule in München.

## Theater (Auswahl)
- Münchner Volkstheater
- Münchner Kammerspiele (Linz von Herbert Achternbusch)
- Staatstheater Darmstadt
- Zürcher Schauspielhaus (u. a. Lucille in Dantons Tod von Georg Büchner unter der Regie von Uwe Erich Laufenberg)
- Gorki Theater Berlin (u. a. Lisa in Kinder der Sonne von Maxim Gorki unter der Regie von Kade Schmidt)
- Theater Erlangen, Babsi in Kaspar Häuser Meer von Felicia Zeller, wofür sie 2010 einen Darstellerpreis bei den Bayerischen Theatertagen erhielt.
- Theater Halle 7 in München, Protection von Anja Hilling und Das Ende der Paarung von Franz Xaver Kroetz, beides unter der Regie von Claus Peter Seifert.

## TV und Kino (Auswahl)
- Ich bin die Andere, Regie Margarethe von Trotta
- Der Skorpion, Regie Dominik Graf
- Abschnitt 40, Regie Udo Witte
- Die Pest, Regie Niki von Stein

## Schauspiellehrerin/Coach
- Von 1998 bis 2010 Dozentin für Schauspiel an der Otto-Falckenberg-Schule
- Seit 2011 Gastdozentin an der Bayerischen Theaterakademie August Everding
- 2011 Gründung der Coach Company, seitdem Leitung zusammen mit Claus Peter Seifert